# Ефект Танзі — Олівера
«Ефе́кт Танзі — Олівера» — свідома затримка платниками податків термінів внесення податкових платежів в державний бюджет в умовах підвищеного рівня інфляції. Такий ефект спостерігається в процесі накопичення інфляційного тиску в економіці, коли створюються економічні стимули для перенесення термінів сплати податків, у зв'язку з тим, що за час затримки виникає знецінення грошей, в результаті якого виграє платник податків. В цьому випадку дефіцит держбюджету і загальна нестабільність фінансової системи можуть зрости.
Ефект названий на честь економістів, що звернули увагу на це явище у 70-х роках XX століття в умовах інфляції в Латинській Америці — Хуліо Олівера і Віто Танзі. Олівера і Танзі досліджували ефект в рамках роботи над проектом економічних реформ «Фонду Карнеґі за міжнародний мир».